# La Planète du dieu
La Planète du dieu, également titré Le Père, (titre original : Father) est une nouvelle de Philip José Farmer publiée aux États-Unis en 1955.

## Publications
- Publications aux États-Unis

La nouvelle fut initialement publiée dans la revue The Magazine of Fantasy & Science Fiction en juillet 1955 aux États-Unis. 
- Publications en France

En France, sous le titre La Planète du dieu, elle fut publiée pour la première fois en août 1956 dans la revue Fiction, nos 33-34, avec une traduction de Bruno Martin . 
Elle fut ensuite titrée Le Père lors d'une nouvelle traduction par Michel Deutsch dans le recueil de nouvelles Des rapports étranges en 1976 puis en 1983 dans Histoires divines de la Grande Anthologie de la science-fiction. La nouvelle apparaît également dans le recueil La Nuit de la lumière en 2006. 

## Résumé
Le Goéland, un vaisseau spatial de la Saxwell Company, en grandes difficultés techniques, est contraint de se poser sur la planète Abatos, éloignée de toutes les routes commerciales interstellaires. 
Le capitaine Tu et l'équipage descendent à terre avec le père John Carmody et l'évêque André et commencent à explorer les alentours. Ce qu'ils découvrent est assez étrange (sections 1 à 3). Les humains sont confrontés avec une entité qui déclare être le dieu de cette planète. Il s'agit d'une créature géante, qui se fait appeler Père, possède une voix tonitruante et qui prouve sa divinité en ressuscitant les créatures mortes dans la nature ou en guérissant à distance. Il vit avec des animaux dans une sorte de Jardin d'Eden. Mais s'agit-il d'une vraie divinité ou du Diable ? La question est d'autant plus importante et dérangeante que Père a demandé à quitter la planète et à être déposé sur une autre planète pour y faire prospérer la vie. En échange, Père donnera les moyens aux humains de réparer leur vaisseau. Les discussions sont vives entre les membres de l'équipage pour décider si l'on doit ou non faire droit à la demande de Père (sections 4 à 6). 
Après que le père André se fut suicidé pour des motifs qui restent mystérieux (peut-être pour obliger Père à renoncer à son projet), les humains quittent les lieux avec leur vaisseau, laissant Père sur la planète.